# تارنووا (شهرستان گروجیسک ویلکوپولسکی)
تارنووا (به لهستانی:  Tarnowa) یک روستا در لهستان است که در گمینا راکونگویتسه واقع شده‌است.